# 김규환 (1921년)
김규환(金圭煥, 1921년 7월 19일 ~ 2007년 10월 5일)은 대한민국의 전 축구 선수 및 감독이다. 1948년 하계 올림픽 축구 종목에 출전하였으며 1961년과 1962년 당시 코칭 스태프에 대한 용어의 혼선으로 감독이 아닌 코치로 명명되었지만 당시 감독이라는 명칭은 임원과 같은 의미이고 코치가 현재의 감독과 같은 의미로 실제 감독 역할을 하였다.
그 후 대한축구협회 집행부에서 임원을 역임하였으며 그 후 대우 로얄즈 축구단에서도 활약하였다.